# Wendy Makkena
Wendy Makkena (* 4. Oktober 1958 in New York City, New York) ist eine US-amerikanische Schauspielerin, die vor allem durch ihre Rolle als Schwester Mary Robert in Sister Act und Sister Act 2 bekannt ist.

## Karriere
Wendy Makkena genoss eine Ausbildung in Klassischer Musik. Mit acht Jahren begann sie die Harfe zu spielen, im Alter von zehn Jahren trat sie auch in der Carnegie Hall als Harfenistin auf. Bis fünfzehn studierte sie sowohl Harfe als auch Ballett, bis sie sich für eines der beiden entscheiden musste: Sie entschied sich dafür, Ballett fortzusetzen. Makkena schloss ihre Tanz- und Schauspielausbildung an der Juilliard School in New York ab, wo sie auch für das New York City Ballet tanzte. Ein Unfall im Alter von 18 Jahren zwang sie dazu, das Ballett aufzugeben.
Sie begann ihre Schauspielkarriere 1982 mit dem Off-Broadway-Auftritt in Divine Five. Ihren ersten Fernsehauftritt hatte sie in der US-Serie California Clan 1984, wo sie die Rolle der Katie Timmons verkörperte. Auf ihr Broadway-Debüt 1987 im Stück Pygmalion folgte 1988 mit John Sayles’ Acht Mann und ein Skandal ihr erster Filmauftritt. Im Jahr 1992 hatte sie in der Komödie Sister Act – Eine himmlische Karriere ihre bekannteste Rolle als schüchterne, aber gesangstalentierte Novizin Schwester Mary Robert – eine Rolle, die sie 1993 in der Fortsetzung Sister Act 2 – In göttlicher Mission wieder verkörperte. Sie hatte mehrere Gastauftritte in Fernsehserien wie New York Cops – NYPD Blue, Law & Order, Monsters und Für alle Fälle Amy und Navy CIS. Wendy Makkena hatte weitere Filmauftritte in Air Bud – Champion auf vier Pfoten (1997) und in Finding North (1998). Seitdem trat sie in verschiedenen US-amerikanischen Serien wie Der Job, Oliver Beene, der CBS-Comedy Listen Up (2004) Ghost Whisperer – Stimmen aus dem Jenseits (2006), Dr. House (2007), CSI: Vegas (2007) und The Mob Doctor (2012–2013) auf.
Wendy Makkena, seit 1997 mit dem Schauspiellehrer Bob Krakower verheiratet, hat ein Kind und lebt in New York. Ihre Mutter ist eine New Yorker Astrologin.

## Filmografie (Auswahl)
- 1988: Acht Mann und ein Skandal (Eight Men Out)
- 1992: Sister Act – Eine himmlische Karriere (Sister Act)
- 1993: Sister Act 2 – In göttlicher Mission (Sister Act 2)
- 1994: New York Cops – NYPD Blue (NYPD Blue, Fernsehserie, 4 Folgen)
- 1994: Ein Hauch von Himmel (Touched By An Angel, Fernsehserie, 1 Folge)
- 1997: Air Bud – Champion auf vier Pfoten (Air Bud)
- 2000: Für alle Fälle Amy (Judging Amy, Fernsehserie, 8 Folgen)
- 2001–2002: Der Job (The Job, Fernsehserie)
- 2002: Law & Order (Fernsehserie, 2 Folgen)
- 2006: Ghost Whisperer – Stimmen aus dem Jenseits (Ghost Whisperer, Fernsehserie, 1 Folge)
- 2007: Dr. House (House, Fernsehserie, 1 Folge)
- 2007: CSI: Vegas (CSI: Crime Scene Investigation, Fernsehserie, 1 Folge)
- 2009: Law & Order: Special Victims Unit (Fernsehserie, 1 Folge)
- 2009: State of Play – Stand der Dinge (State of Play)
- 2009: Desperate Housewives (Fernsehserie, 1 Folge)
- 2009: Without a Trace – Spurlos verschwunden (Without a Trace, Fernsehserie, 1 Folge)
- 2010: Numbers – Die Logik des Verbrechens (NUMB3RS, Fernsehserie, 2 Folgen)
- 2011–2012, 2014: Navy CIS (NCIS, Fernsehserie, 4 Folgen)
- 2012–2013: The Mob Doctor (Fernsehserie)
- 2019: Der wunderbare Mr. Rogers (A Beautiful Day in the Neighborhood)